# 籌款
籌款，是種社會、經濟活動，有時是為慈善，有時是為商業集資。前者是非營利，救急扶危，幫助如殘疾人士、長者、貧窮人口等有需要人士，而後者是為了追求利潤最大化。籌款是發起人向公眾、會員、街坊、慈善家、投資者等收集現金、物資，如二手書本，為某種指定用途。籌款在不少地方必須經向當局申請，無論用心多良好，並接受監督，甚至受審計核數。

## 形式
- 歡樂滿東華
- 百萬行
- 禁食
- 賣旗籌款
- 籌款日